# Petit Patron
Pour plus de détails, voir Fiche technique et Distribution.
Petit Patron (The Little Boss) est un film muet américain réalisé par David Smith, sorti en 1919.

## Fiche technique
- Titre : Petit Patron
- Titre original : The Little Boss
- Réalisation : David Smith
- Scénario : John B. Clymer, d'après une histoire de Rida Johnson Young
- Sociétés de production : Vitagraph Company
- Pays de production :  États-Unis
- Format : Noir et blanc - 35 mm - 1,33:1  -  Muet
- Genre : drame
- Date de sortie : 
  - États-Unis : 2 juin 1919

## Distribution
- Bessie Love : Peggy Winston, dite « Petit Patron »
- Wallace MacDonald : Clayton Hargis
- Harry Russell : Sandy McNab
- Otto Lederer : Red O'Rourke
- Jay Morley : Richard Leicester
- Joe Rickson : Pete Farley
- Clara Knight : Chloe
- Karl Formes : le vieux Farley